# Лопыревский, Михаил Осипович
Михаил Осипович (Иосифович) Лопыре́вский (при рождении Лопырёв; 4 сентября 1811, Москва — 2 апреля 1883, там же) — русский архитектор и преподаватель.

## Биография
Родился в Москве в семье архитекторского помощника 1-го класса Осипа Тихоновича Лопырёва (1783—1835), происходившего из вольноотпущенных крепостных. В 1826 году Михаил по примеру отца окончил архитекторскую школу при Экспедиции кремлёвского строения (ЭКС), получив звание архитекторского помощника 3-го класса. Остался работать при Экспедиции, участвовал в строительстве Оружейной палаты и Конюшенного корпуса в Кремле. В 1833 году был премирован за разработку типового проекта пятиглавого храма и в том же году получил звание архитекторского помощника 1 класса.
В 1833—1842 годах преподавал в Земледельческом училище при Московском обществе сельского хозяйства, в 1835—1838 и с 1842 года — в Московском дворцовом архитектурном училище. В 1836—1837 годах состоял в Комитете по построению Храма Христа Спасителя (проект Константина Тона). В 1845 году получил звание архитектора. В 1845—1846 годах служил архитектором Московского Императорского почтамта. Владел собственными доходными домами в центре Москвы.
Умер в 1883 году. Похоронен на Ваганьковском кладбище; могила утрачена.

## Проекты и постройки в Москве

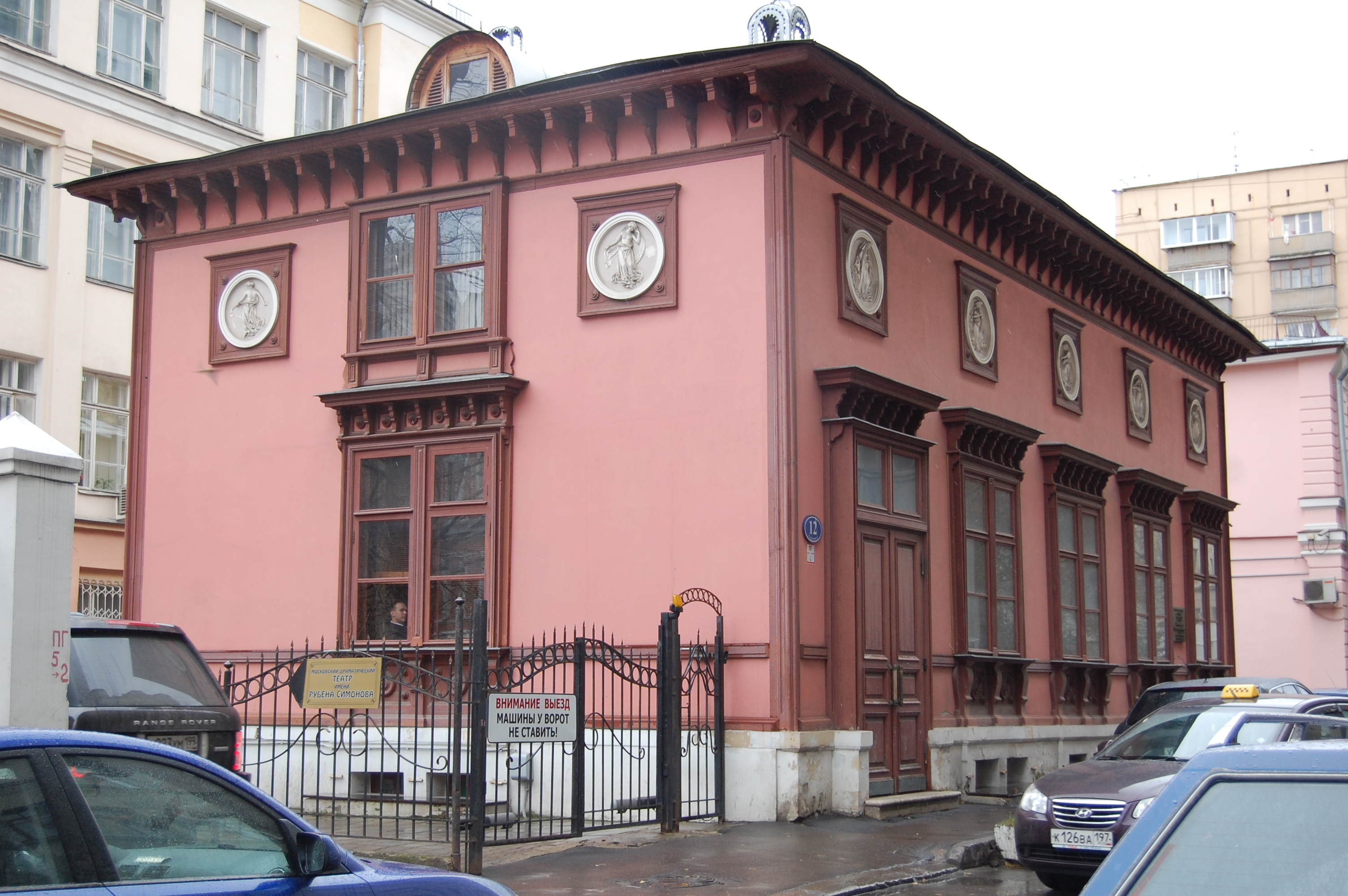
Дом М.О. Лопыревского в Калошином пер.

- 1837 — проект перестройки Кремлёвского дворца, не осуществлён[3];
- около 1852 — собственный дом, Калошин переулок, 12  памятник архитектуры (региональный)[6][7];
- 1850-е — здание Земледельческого училища, Смоленский бульвар, 19 (во дворе)[8];
- 1867 — проект восстановления Спасской башни Кремля, совместно с П. А. Герасимовым[9];
- 1869—1873 — жилые дома М. О. Лопыревского, Арбат, 33/12, стр. 1, 2  памятник архитектуры (региональный)[6][7];

## Публикации
- Лопыревский М. О. Речь о достоинстве зданий, говоренная архитекторским помощником 1-го класса Михаилом Лопыревским на торжественном акте Московского дворцового архитектурного училища мая 7 дня 1834 года. — М.: Тип. Августа Семена, 1834. — 34 с.